# Hassi El Ferid
Hassi El Ferid (àrab: حاسي الفريد, Ḥāsī al-Farīd) és una petita ciutat de Tunísia, amb uns 5.000 habitants a la governació de Kasserine, situada uns 25 km al sud d'aquesta ciutat, en un territori rodejat de muntanyes (Djebel Ettouila a l'oest; Djebel Selloum al nord-oest; Djebel Sidi Aïch al sud; Djebel Sid Ali Ben Oun al sud-est; Djebel Kharroub a l'est i Djebel Koumine al nord-est). És capçalera d'una delegació amb 16.590 habitants.

## Economia
La seva activitat econòmica és únicament agrícola.

## Administració
És el centre de la delegació o mutamadiyya homònima, amb codi geogràfic 42 54 (ISO 3166-2:TN-12), dividida en cinc sectors o imades:
- Hassi El Ferid (42 54 51)
- El Hechim (42 54 52)
- Khanguet Jezia (42 54 53)
- Essalloum (42 54 54)
- EL Kamour (42 54 55)

Al mateix temps, des de l'11 de setembre de 2015 forma una municipalitat o baladiyya (codi geogràfic 42 22), constituïda pel decret governamental núm. 2015-1269.